# ليكيا رونزولي
ليكيا رونزولي (بالإيطالية: Licia Ronzulli)‏ (من مواليد 14 سبتمبر 1975 في ميلانو) هي سياسية إيطالية وعضو سابق في البرلمان الأوروبي مثلت حزب الشعب من أجل الحرية وحزب نيو فورزا إيطاليا في الأعوام 2009-2014، فازت بمقعد في انتخابات البرلمان الأوروبي لعام 2009، كانت نائبة لرئيس الوفد إلى الجمعية البرلمانية المشتركة التعاون من أجل التنمية وعضوًا في لجنة التوظيف والشؤون الاجتماعية.
ومن المعروف أنها أخذت ابنتها فيتوريا إلى الجلسات العامة للبرلمان الأوروبي في ستراسبورغ، قبل أن تصبح الميكانيكية والكهربائية والسباكة، كانت مديرة المستشفى وممرضة في ميلانو وبنغلاديش.

## سيرة شخصية
بدأت ليكيا رونزولي حياتها المهنية في المستشفى وتخرجت في علم النفس، في عام 2003، أصبحت رئيسة قسمها كمنسقة في مستشفى غاليزي التابع للمعهد العلمي للبحوث والرعاية الصحية في ميلانو بإيطاليا.
خلال الانتخابات العامة الإيطالية في عام 2008، تم ترشيحها لحزب شعب الحرية في مقاطعة ماركي، عندما كانت مرشحة في الانتخابات الأوروبية عام 2009، تم انتخاب ليكيا رونزولي في شمال غرب إيطاليا بحصولها على 40,016 صوت، انضمت إلى حزب الشعب الأوروبي وأصبحت عضوًا في لجنة التوظيف والشؤون الاجتماعية وعضوًا في وفد العلاقات مع جنوب آسيا، بالإضافة إلى عضو بديل في لجنة حقوق المرأة والمساواة بين الجنسين واللجنة الفرعية لحقوق الإنسان، في 16 سبتمبر 2009، تم انتخابها نائبة لرئيس الجمعية البرلمانية المشتركة لأفريقيا ومنطقة البحر الكاريبي والمحيط الهادئ، والتي لها غرض صريح هو تعزيز حقوق الإنسان والديمقراطية.
في 22 سبتمبر 2010، اصطحبت رونزولي ابنتها البالغة من العمر 44 يومًا، فيتوريا، إلى جلسة عامة للبرلمان الأوروبي.
شاركت أيضًا في (مشروع الابتسامة في العالم) كمتطوعة، حتى الآن قدمت ليكيا رونزولي أكثر من مائة سؤال إلى المفوضية الأوروبية تتناول مواضيع مثل مكافحة انتشار الأمراض الخطيرة في الاتحاد الأوروبي.
وضعتها المجلة الفرنسية مدام فيغارو في المرتبة الثالثة على قائمتها لأكثر النساء نفوذاً في عام 2010.